# Anophthalmaxius
Anophthalmaxius is een geslacht van kreeftachtigen uit de klasse van de Malacostraca (hogere kreeftachtigen).

## Soort
- Anophthalmaxius eccoptodactylus de Man, 1905